# Karicia
Karicia es una agrupación musical de cumbia, formada en Argentina, considerada una de las más exitosas de dicho país, pertenece al estilo cumbia Peruana. Debieron cambiar su nombre, ya qué cuándo el trío de oro arribó a la estación de Retiro Bs As, ya exístia un "grupo Aguamarina", también estuvo considerado el nombre: "Sus Majestades del perú"; pero finalmente se decidieron por Karicia. Lograron gran repercusión en países como Chile, en donde hasta un club de Fútbol se llama Deportivo Karicia en su honor. Su éxito arrollador traspasó fronteras, llegó a Ecuador, Colombia, México y EE. UU. Con el tiempo abarcó Latinoamérica y países nórdicos cómo Suecia, Noruega y Dinamarca... incluso una vez disuelta la banda original, más de 20 años después siguen estando vigentes y recordados como la mejor banda del Perú formada en Argentina de todos los tiempos. Desde fines de 1991 hasta mediados de 1995 lograron ser la Banda n°1 del país con varios récords q se mantienen actualmente, como mayor número de convocatoria de fanáticos, récords de venta y premios por discos de Oro en 5 días de estar a la venta: Platino y Doble Platino etc
Mayor cantidad de temas en un mismo Compilado, y prácticamente todos hits en sus 6 primeros LP. 
En Perú, en los 80' y mucho antes de ésta formación, Sus músicos ya venían con la experiencia de haber conformado otras agrupaciones y haber pertenecido a grupos de los más importantes del Perú.
Ilusión, Fiesta, Amapola... Formaron parte del Grupo Maravilla de Jorge Chávez Malaver y del grupo Guinda de los hnos Morales.
Su estilo es una fiel continuación de lo que hicieron siempre en el Grupo Maravilla.

## Historia
A fines del año 1990, seducidos por la oferta laboral que significaba la popularidad de la cumbia en el momento, llegan a Argentina desde el Perú, los músicos José Berrocal, Carlos Chávez y su primo Esteban Pozú.
Con el líder Chávez como vocalista, Pozú en timbales y Berrocal en guitarra, formaron el grupo Karicia al que acompañaron en su primer momento Abel Ramírez en Bajo y Rolando Marcos en Teclados, y más tarde la incorporación de Pedro Balena y Ramón Lugo en esos instrumentos respectivamente. Más tarde aquel conjunto con marcadas influencias de la cumbia peruana, sería apodado Los reyes de la calidad por el público argentino.

### Comienzos
Durante 1991, grabaron una maqueta con diversas canciones bajo el nombre de "Aguamarina"; sin embargo no lograron ser aceptados por ejemplo en Magenta Discos quienes ya tenían diversos grupos peruanos en su catálogo como Los Mirlos. Así en septiembre de 1991 el representante del grupo, el peruano José "Cholo" Olaya, les consigue la grabación de su primer álbum con la discográfica Leader Music; antes cambiaron su nombre a "Karicia" debido a que "Aguamarina" ya estaba registrado y que el nuevo nombre era un homenaje a la agrupación Vico y el Grupo Karicia donde los 3 tocaron en algún momento. Ese primer álbum se llamó Karicia (Homónimo) y tuvo las canciones Chica sexy, Quinceañera, Si te alejas y Lolita. Para lograr que su sonido fuera aceptado ante el público, los principales productores del sello Enrique Recke y Rubén López Riant trabajaron en el disco suavizando matices y modificando arreglos de las canciones que ya venían en la maqueta.
Para apoyar el lanzamiento del disco, el grupo salió de gira por los boliches del Gran Buenos Aires y la Provincia de Santa Fe. El primer trabajo de estudio significó un éxito ya que a dos meses de su lanzamiento vendió 30.000 copias, siendo certificado Disco de Oro y luego duplicó esa cifra siendo certificado Disco de Platino.

### Auge
Tras el éxito inicial el grupo se hizo conocido en todo el país y rápidamente comenzó a trabajar en su segundo disco: 1, 2, 3 Karicia otra vez que tuvo las canciones Deja de soñar, Sin rumbo y Coqueta. Se lanzó en 1992 y se lo acompañó con una gira por el norte del país.
En 1993 se publicó el tercer álbum del grupo, El poder del ritmo que tuvo las canciones Tomaré para olvidar, Chiquita, La chica rap y Sé que te amaré entre otros, fue aclamado y significó la consagración musical de Karicia que a su vez se convirtió en la banda más popular del país.
Su siguiente disco, lanzado en 1994, fue menos popular debido al éxito del anterior. Marcha demoledora tuvo las canciones La prueba de amor, Muñeca, Corazón solitario y Locura de amor. Para contrarrestar las bajas ventas del disco, el grupo inició una gira por la mayoría de las provincias del país con llenos absolutos en cada boliche que se presentó.

### El final
Finalmente 1995 sería el último año del grupo con el trío original. Comenzó con llenos totales en sus presentaciones, en una de ellas presentó al recién formado grupo La Nueva Luna, pero las diferencias del trío elemental del grupo con su representante "El Cholo" Olaya eran ya insalvables, motivo por el cual Memín y Pepe abandonan Karicia y forman el grupo Karakol, quedando Chávez en la banda. Junto con Ramón Lugo y nuevos músicos como Miguel "Chimbote" Porras, se lanzó el álbum Los Generales de la cumbia que tuvo las canciones "Niña", "Inmenso Amor", "Luces de colores" y "Amor infiel".  
A principios del año 1996, Karicia pasa a formar parte del sello de Olaya, Clan Music y participa en el compilado "Clan Tropical 6", sin embargo Carlos Chávez descubrió que el representante José Olaya había acreditado muchas canciones a su nombre robando dinero al grupo; tras una discusión con éste, resultó baleado salvando su vida de milagro y necesitando meses de recuperación en el hospital Argerich. Una vez dado de alta, abandonó la banda y se unió a su primo "Memín" Pozú en Karakol para ponerle voz al disco Inmortales.

## Después de la desintegración
Chávez y Memin ya en Karakol graban el disco "Inmortales", que logra gran éxito en Argentina con éxitos como " Vuelve pronto María", "El amor es una sola palabra"  y "Mataste mi amor". Por otro lado, Berrocal a pedido de Chávez vuelve a formar parte de Karicia quedando como líder por mucho tiempo. A pesar de no tener el éxito de su primer etapa, logran resonancia con canciones como "Campesina", "Discoteca" y "La cumbia del chorizo" y la inclusión de vocalistas como Emiliano Logoa (Líder del grupo Dulzura) y del reconocido cantante peruano Carlos Ramírez Centeno. 

### Homicidio de Carlos Chávez
El 12 de agosto de 1997 Chávez fue llamado por su amante y secretaria de Olaya: Sandra González, apodada "La reina" que le preparó una emboscada. Chávez fue secuestrado por su guardaespaldas; Aldevino Paternoska un ciudadano ruso y por Jorge Pavón; chófer de Olaya. Llevaron a su víctima a la de Alejandro Korn donde lo obligaron a arrodillarse de espalda a ellos y luego lo fusilaron de once disparos, diez de ellos a su cabeza.
José Olaya, Sandra González, Aldevino Paternoska y Jorge Pavón se encontraban recluidos en cárceles argentinas cumpliendo, todos ellos, condenas de por vida. Sin embargo, la justicia argentina dejó suelto a Olaya, quien una vez más formó un grupo bajo el nombre de "Karicia", pero sin ningún integrante original, para lucrar monetariamente con el nombre y las canciones. Este grupo interpreta los mismos temas que esta misma banda de los 90'. 
Además, el "Cholo" acompaña a este grupo y a grupos importantes como Los Charros, Sexteto Imperial, Medialunas, Grupo Angora, entre otros, de los cuales también es productor y dueño del nombre. Una vez fuera de la cárcel, se ha dedicado a producir nuevos grupos de gran difusión, ya que cuenta con la ayuda de las más grandes productoras tropicales como Ser TV entre otras. Además, tiene acceso los medios audiovisuales y su imagen pública se ve en los programas de televisión.

## Discografía
- Karicia (1991)
- 1, 2, 3 Karicia otra vez (1992)
- El poder del ritmo (1993)
- Marcha demoledora (1994)
- Discos de Oro (1995)
- Los generales de la cumbia (1995)
- Amos y Señores de la cumbia (1997)
- Me haces falta (1998)
- Antología de la cumbia (1999)
- La cumbia del chorizo (2001)
- 100% en Vivo (2003)
- Me embriago por ti (2004)
- Tomando en las cantinas (2006)
- Karicia (2015)

- Datos: Q27961321